# Burgstall Radeck
Der Burgstall Radeck, auch Burgstall am Schlossberg bezeichnet, ist der Rest der abgegangenen hochmittelalterlichen Höhenburg Radeck. Sie lag unmittelbar über dem Tal der Wilden Rodach, südwestlich des Gemeindeteiles Rodeck von Schwarzenbach am Wald im oberfränkischen Landkreis Hof in Bayern, Deutschland.  Erhalten hat sich von der Anlage auf einem Felssporn nur ein Graben und ein Randwall. Die Burgstelle ist als Bodendenkmal Nummer D-4-5735-0003: „Spätmittelalterlicher Burgstall“ geschützt.

## Geografische Lage
Die frühere Spornburg lag etwa 600 Meter südwestlich der Ortsmitte von Rodeck und 250 Meter nördlich der Bischofsmühle auf einem rund 590 m ü. NN hohen Bergsporn, dem Schlossberg, im östlichen Teil des Frankenwalds. Nach Westen wird er vom Tal der Wilden Rodach begrenzt, nach Süden von einem Nebental. Nach Osten schließt sich eine kleine Hochfläche mit der Ortschaft Rodeck an.

## Geschichte
Die Herren von Radeck wurden bereits im 12. Jahrhundert genannt, sie gelten als stammesverwandt mit den von der Grün und weiteren benachbarten Geschlechtern. Das wahrscheinlich freie Eigen war im 14. Jahrhundert Bamberger Lehen derer von Waldenfels. Die Burg wurde in der Fehde der Waldenfelser mit den Landgrafen von Thüringen und den Markgrafen von Meißen zerstört und 1378 zurückgegeben. Das bischöfliche Amt wechselte etwa ab dem Jahr 1500 nach Enchenreuth. Nachdem die Burg als Amtssitz aufgegeben worden war, verfiel sie im 16. Jahrhundert. Auch im Bauernkrieg wurde die funktionslos gewordene Burg 1525 weiter beschädigt. Die Bevölkerung trug Steine ab, um sie für andere Bauten zu verwenden.

## Beschreibung
Die bewaldete und mit einem Haus bebaute Burgstelle befindet sich auf einem nach Südwesten gerichteten Bergsporn über dem tief und steil eingeschnittenen Tal der Wilden Rodach. Das Areal der früheren Burg fällt nach Süden und Westen steil ab und war so von Natur aus sehr gut geschützt. Nach Norden sowie nach Osten, wo das Vorgelände leicht zu einer sich anschließenden Frankenwaldhochfläche ansteigt, wurde zum Schutz ein Graben angelegt. Dieser steil geböschte, halbrunde Graben ist noch bis zu zehn Meter breit und nach außen fünf Meter, nach innen acht Meter tief. Außen ist ihm ein verflachter Wall mit nur noch  0,5 Meter Höhe vorgelegt. Es sind keine Mauerreste oder sonstige Bebauungsspuren erhalten.